# Hollandia az 1976. évi téli olimpiai játékokon
Hollandia az ausztriai Innsbruckban megrendezett 1976. évi téli olimpiai játékok egyik részt vevő nemzete volt. Az országot az olimpián 2 sportágban 7 sportoló képviselte, akik összesen 6 érmet szereztek.

## Érmesek
| Érem  | Versenyző       | Sportág        | Versenyszám    |
| ----- | --------------- | -------------- | -------------- |
| Arany | Piet Kleine     | Gyorskorcsolya | Férfi 10 000 m |
| Ezüst | Piet Kleine     | Gyorskorcsolya | Férfi 5000 m   |
| Ezüst | Dianne de Leeuw | Műkorcsolya    | Női egyéni     |
| Bronz | Hans van Helden | Gyorskorcsolya | Férfi 1500 m   |
| Bronz | Hans van Helden | Gyorskorcsolya | Férfi 5000 m   |
| Bronz | Hans van Helden | Gyorskorcsolya | Férfi 10 000 m |

## Gyorskorcsolya
Férfi
| Versenyző       | Versenyszám | Eredmény | Helyezés |
| --------------- | ----------- | -------- | -------- |
| Jan Bazen       | 500 m       | 39,78    | 6.*      |
| Piet Kleine     | 1000 m      | 1:23,00  | 18.      |
| Piet Kleine     | 1500 m      | 2:02,28  | 6.       |
| Piet Kleine     | 5000 m      | 7:26,47  |          |
| Piet Kleine     | 10 000 m    | 14:50,59 |          |
| Hans van Helden | 500 m       | 40,91    | 19.*     |
| Hans van Helden | 1000 m      | 1:20,85  | 5.       |
| Hans van Helden | 1500 m      | 2:00,87  |          |
| Hans van Helden | 5000 m      | 7:26,54  |          |
| Hans van Helden | 10 000 m    | 15:02,02 |          |

* - egy másik versenyzővel azonos eredményt ért el
Női
| Versenyző            | Versenyszám | Eredmény | Helyezés |
| -------------------- | ----------- | -------- | -------- |
| Annie Borckink       | 500 m       | 46,00    | 23.      |
| Annie Borckink       | 1000 m      | 1:32,50  | 16.      |
| Annie Borckink       | 1500 m      | 2:22,06  | 12.      |
| Annie Borckink       | 3000 m      | 4:56,75  | 15.      |
| Christa Jaarsma      | 500 m       | 45,45    | 19.      |
| Christa Jaarsma      | 1000 m      | 1:34,63  | 23.      |
| Christa Jaarsma      | 1500 m      | 2:23,98  | 16.      |
| Christa Jaarsma      | 3000 m      | 5:00,08  | 20.      |
| Sijtje van der Lende | 500 m       | 46,06    | 24.      |
| Sijtje van der Lende | 1000 m      | 1:31,66  | 11.      |
| Sijtje van der Lende | 1500 m      | 2:22,10  | 13.      |
| Sijtje van der Lende | 3000 m      | 4:50,86  | 9.       |

## Műkorcsolya
| Versenyző       | Versenyszám | Kötelező elemek   | Kötelező elemek | Rövid program     | Rövid program | Kűr               | Kűr   | Összesítés                     | Összesítés                     | Összesítés                     | Összesítés                     | Összesítés                     | Összesítés                     | Összesítés                     | Összesítés                     | Összesítés                     | Összesítés        | Összesítés        | Összesítés  | Összesítés | Összesítés |
| Versenyző       | Versenyszám | Kötelező elemek   | Kötelező elemek | Rövid program     | Rövid program | Kűr               | Kűr   | Helyezési pontszámok bírónként | Helyezési pontszámok bírónként | Helyezési pontszámok bírónként | Helyezési pontszámok bírónként | Helyezési pontszámok bírónként | Helyezési pontszámok bírónként | Helyezési pontszámok bírónként | Helyezési pontszámok bírónként | Helyezési pontszámok bírónként | Több. hely. száma | Több. hely. össz. | Hely. össz. | Pont       | Helyezés   |
| Versenyző       | Versenyszám | Több. hely. száma | Hely.           | Több. hely. száma | Hely.         | Több. hely. száma | Hely. | 1                              | 2                              | 3                              | 4                              | 5                              | 6                              | 7                              | 8                              | 9                              | Több. hely. száma | Több. hely. össz. | Hely. össz. | Pont       | Helyezés   |
| --------------- | ----------- | ----------------- | --------------- | ----------------- | ------------- | ----------------- | ----- | ------------------------------ | ------------------------------ | ------------------------------ | ------------------------------ | ------------------------------ | ------------------------------ | ------------------------------ | ------------------------------ | ------------------------------ | ----------------- | ----------------- | ----------- | ---------- | ---------- |
| Dianne de Leeuw | Női egyéni  | 8×3+              | 3.              | 6×4+              | 4.            | 7×2+              | 2.    | 2,0                            | 2,0                            | 3,0                            | 2,0                            | 2,0                            | 3,0                            | 2,0                            | 2,0                            | 2,0                            | 7×2+              | 14,0              | 20,0        | 190,24     |            |